# خربة عطو
خربة عطو قرية سوريّة تتبع إداريّاً لمحافظة حلب منطقة عين العرب ناحية مركز شيوخ تحتاني، بلغ تعداد سكانها 875 نسمة حسب التعداد السكاني لعام 2004.